# 学校法人研伸学園
座標: 北緯35度19分0.3秒 東経136度48分39.7秒 / 北緯35.316750度 東経136.811028度

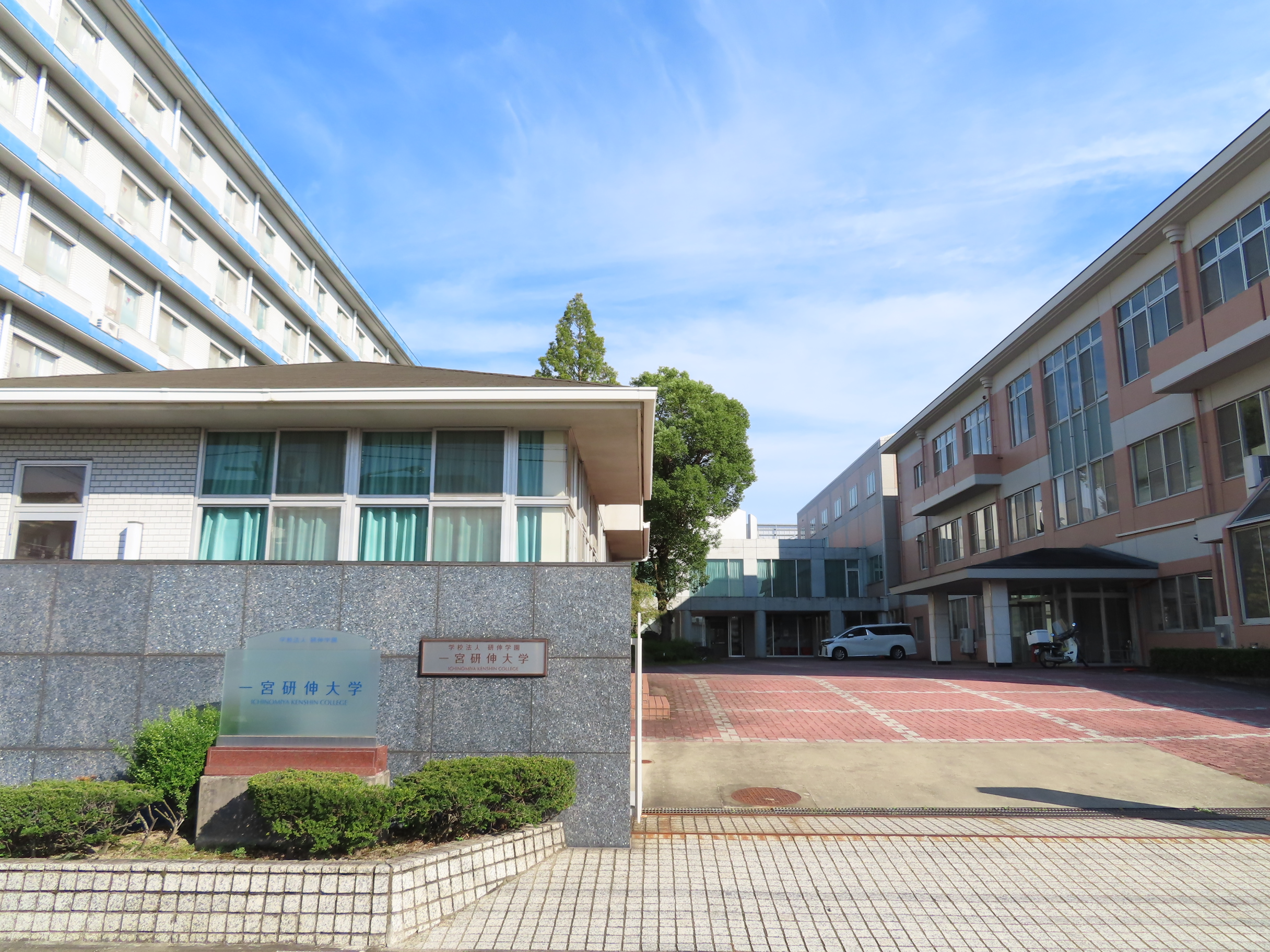
一宮研伸大学。この中に本部が置かれている。

学校法人研伸学園（がっこうほうじんけんしんがくえん）は、愛知県一宮市にある学校法人。

## 沿革
- 2003年（平成15年）12月　愛知きわみ看護短期大学設置認可。
- 2016年（平成28年）11月　一宮研伸大学設置認可。

## 理事長
- 伊藤伸一

## 設置校
- 愛知きわみ看護短期大学
- 一宮研伸大学